# Indian Wells Tennis Garden
Indian Wells Tennis Garden – wielki kompleks tenisowy w Indian Wells, w Kalifornii, USA. Wybudowany w 2000, składa się z 20 kortów i jednego, odkrytego stadionu do tenisa ziemnego z widownią na 16 100 osób. Jest to drugi co do wielkości odkryty stadion tenisowy na świecie, po 22,5 tys. Arthur Ashe Stadium w USTA Billie Jean King National Tennis Center w stanie Nowy Jork, USA, gdzie rozgrywany jest coroczny turniej US Open.
Na Indian Wells Tennis Garden rozgrywany jest wielki turniej zawodowego tenisa Indian Wells Masters. Turniej ten należy do ATP Tour i WTA Tour, gromadząc corocznie w marcu 96 najlepszych zawodniczek i 96 najlepszych zawodników świata.
Stadion jest wykorzystywany na koncerty muzyczne, a 10 października 2008 odbył się tu przedsezonowy mecz koszykarski Phoenix Suns kontra Washington Wizards, pierwszy raz w historii NBA na otwartym powietrzu.